# Albertina, Wien

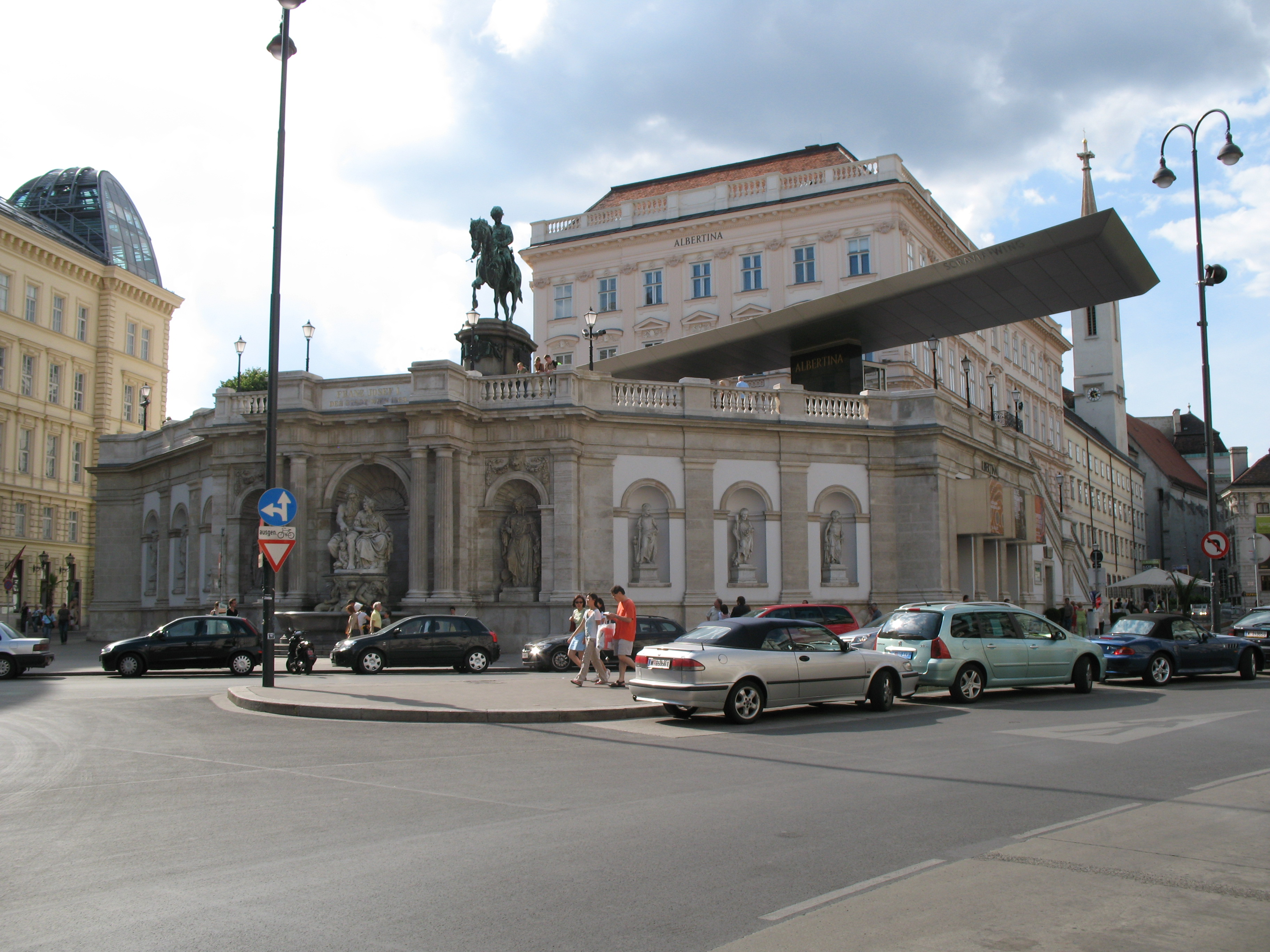
Albertinaplatz.

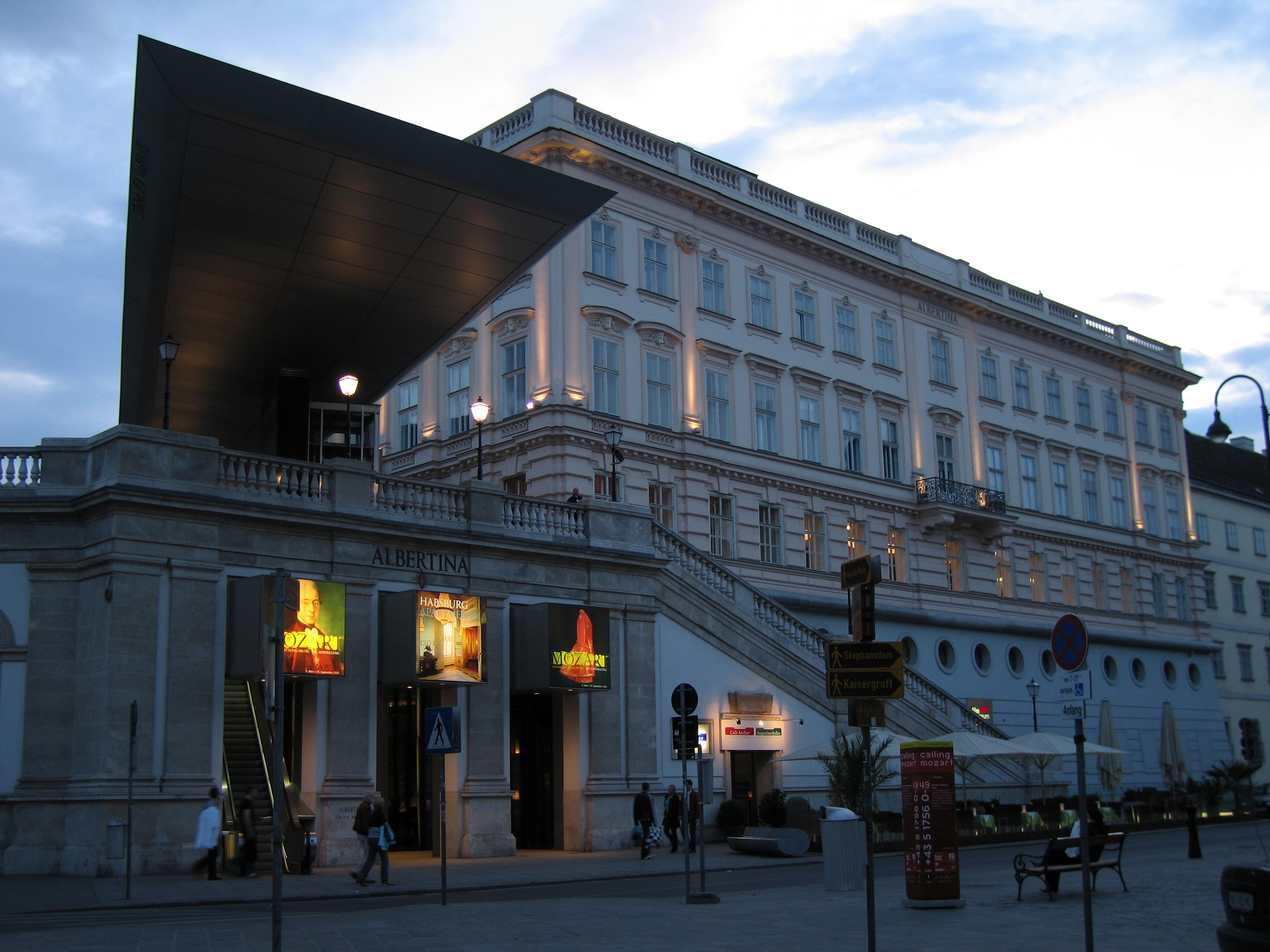
Entrén på kvällen.

Albertina är ett statligt konstmuseum i Wiens innerstad. Museets samling av grafik och bildkonst är en av världens största. Samlingens bas utgörs av Albert Kasimir av Sachsen-Teschens samlingar. Efter 1918 kompletterades samlingen med det tidigare kejserliga hovbibliotekets samlingar. Bestånden är på omkring en miljon arbeten med tyngdpunkt på europeisk teckning och grafik från 1400-talet och fram till i dag, inte minst tyska renässanskonstnärer, särskilt Albrecht Dürer.

## Historia
Albertina byggdes som en av de sista återstående sektionerna av Wiens befästning, den augustinska bastionen. Ursprungligen var detta platsen för Hofbauamt (Det kungliga byggkontoret) från slutet av 1600-talet. År 1745 byggdes anläggningen om till ett residens åt Emanuel Teles Count Silva-Tarouca. Det är därför också känt som Palais Taroucca. Residenset övertogs senare av Albert von Sachsen-Teschen som så småningom flyttade sin samling av grafik hit från Bryssel, där han hade varit guvernör för Habsburgska Nederländerna. För att inrymma samlingen fick han utvidga anläggningen med hjälp av arkitekten Louis Montoyer. Konstsamlingen utökades senare av Alberts efterföljare.
I skapandet av samlingen fick hertig Albert hjälp av Österrikes ambassadör i Venedig, den genovesiska greven Giacomo Durazzo. År 1776 överförde greven runt 1 000 konstobjekt till hertig Albert och hans hustru, ärkehertiginnan Maria Kristina, dotter till Maria Teresia av Österrike och Frans I.
På 1820-talet fick ärkehertig Karl, hertig Albert och Maria Christinas fosterson, ansvara för ändringar av den interiörmässiga utsmyckningen tillsammans med arkitekt Joseph Kornhäusel. Efter ärkehertig Karl var hans son, ärkehertig Albrecht, bosatt här och därefter dennes brorson, ärkehertig Fredrik av Österrike-Teschen.
Tidigt år 1919 överfördes administrationen av byggnaden med den tillhörande konstsamlingen från huset Habsburg till den nya republiken Österrike. År 1920 slogs samlingen av grafiska tryck och teckningar samman med bestånden i det kejserliga hovets bibliotek. Namnet Albertina togs i bruk 1921.
I mars 1945 skadades Albertina svårt i ett bombangrepp. Det restaurerades och moderniserades under åren 1998 till 2003, men den grafiska samlingen öppnades inte på nytt förrän 2008.